# Wiktor Malcew (ur. 1948)
Wiktor Mychajłowycz Malcew, ukr. Віктор Михайлович Мальцев, ros. Виктор Михайлович Мальцев, Wiktor Michajłowicz Malcew (ur. 17 listopada 1948) – ukraiński piłkarz, grający na pozycji pomocnika, trener piłkarski.

## Kariera piłkarska
W 1978 rozpoczął karierę piłkarską w drużynie Bilszowyk Kijów. W 1979 razem z zespołem amatorskim Awtomobilist Baryszówka zdobył Puchar obwodu kijowskigo "Kolos", ale w 1980 powrócił do Bilszowyka Kijów, po czym zakończył karierę piłkarza.

## Kariera trenerska
Karierę szkoleniowca rozpoczął po zakończeniu kariery piłkarza. W 1987 został mianowany na stanowisko głównego trenera SKA Kijów.